# 湖东街道 (湖州市)
湖东街道是中华人民共和国浙江省湖州市吴兴区下辖的一个街道办事处。

## 行政区划
湖东街道下辖以下村级行政区划单位：
湖东社区、铁路新村社区、三里桥社区、湖东村社区、富田家园社区、六合家园社区、东柿社区、蜀山社区、谈家扇社区、人和家园社区、怡和家园社区。